# Pawling (villa)
Pawling es una villa ubicada en el condado de Dutchess en el estado estadounidense de Nueva York. En el año 2000 tenía una población de 2,233 habitantes y una densidad poblacional de 423 personas por km².

## Geografía
Pawling se encuentra ubicada en las coordenadas 41°33′43″N 73°35′55″O / 41.56194, -73.59861. Según la Oficina del Censo, la ciudad tiene un área total de 5,3 km² (2 mi²), de la cual 5,3 km² (2 mi²) es tierra y 0 km² (0 mi²) (2.60%) es agua.

## Demografía
Según la Oficina del Censo en 2000 los ingresos medios por hogar en la localidad eran de $46,484, y los ingresos medios por familia eran $59,896. Los hombres tenían unos ingresos medios de $43,266 frente a los $31,466 para las mujeres. La renta per cápita para la localidad era de $23,512. Alrededor del 7.3% de la población estaban por debajo del umbral de pobreza.